# インスブルック市電30形電車
30形は、かつてオーストリア・インスブルックの路面電車であるインスブルック市電で使用された車両。輸送力増強や旧型車両の置き換えを目的として西ドイツの路面電車から譲渡された車両で、編成長が異なる50形と共に2000年代まで使用された。廃車後は一部車両が他都市へと再譲渡されている。

## 概要
1970年代後半に存続を目指す方針が確定したインスブルック市電では、老朽化した車両の置き換えや輸送力増強を目的に車両の増備が行われる事となった。一方、同時期に西ドイツ（→ドイツ）・ビーレフェルトのビーレフェルト市電では路線の地下化や高規格化（シュタットバーン化）が進められていたが、その中で1950年代から1960年代まで製造されたデュッセルドルフ車両製造（→デュワグ）製の連接車（3車体連接車）は、高床式プラットホームやトンネルなどの高規格に適合していなかった。そこで、これらの車両をインスブルック市電に譲渡する事が決定した。
まず、1980年3月から1983年11月にかけて15両がインスブルックへ輸送された。ただし、一部車両は部品取り用であったため、実際に営業運転に使用されたのは12両だった。これらの車両は主にインスブルック市内を経由する1号線や3号線に使用されたが、3車体連接車の輸送力が過剰だった事により、12両については1980年から1985年にかけて中間車体を2車体連接式の他形式（80形）へ譲り渡す形で撤去し、2車体連接車（31 - 41）へと改造された。その後、部品取り用車両を営業運転に復帰させる形で1990年に1両（42）が編入された。

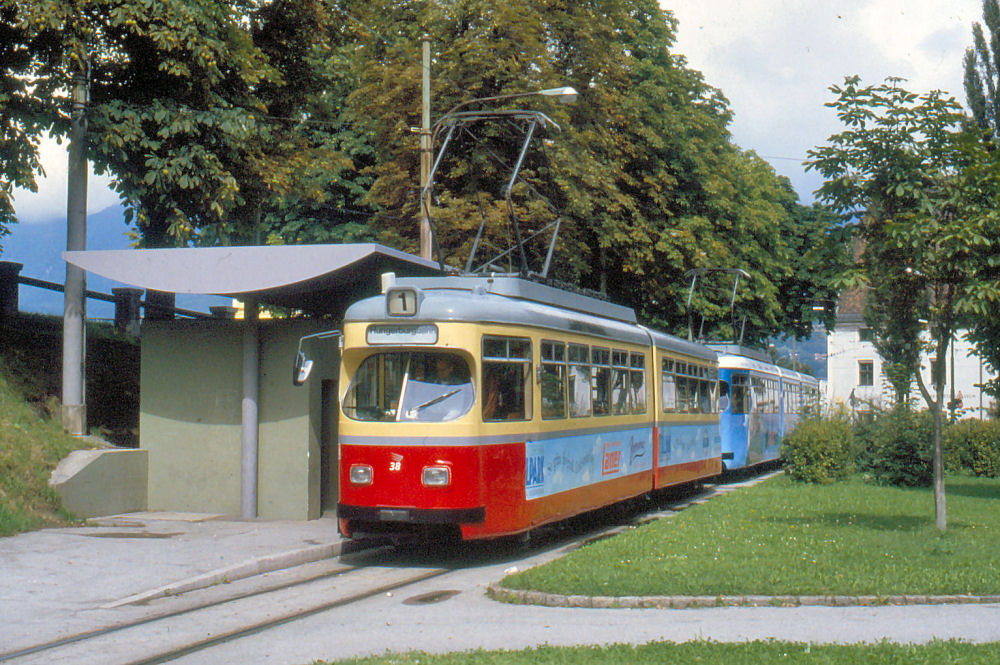
38（1999年撮影）
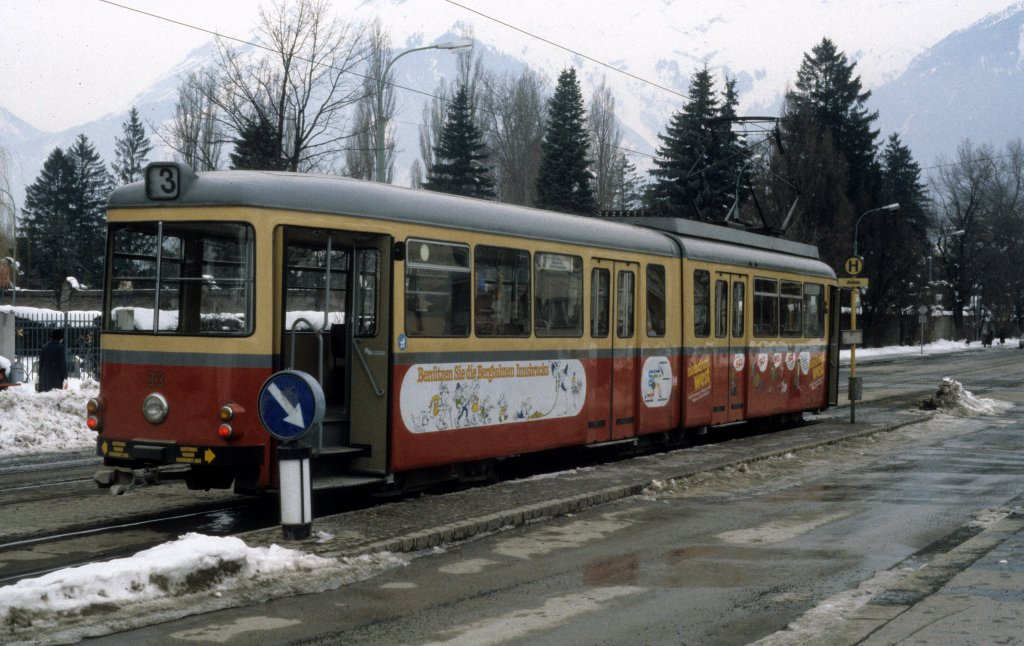
後方（33）（1984年撮影）
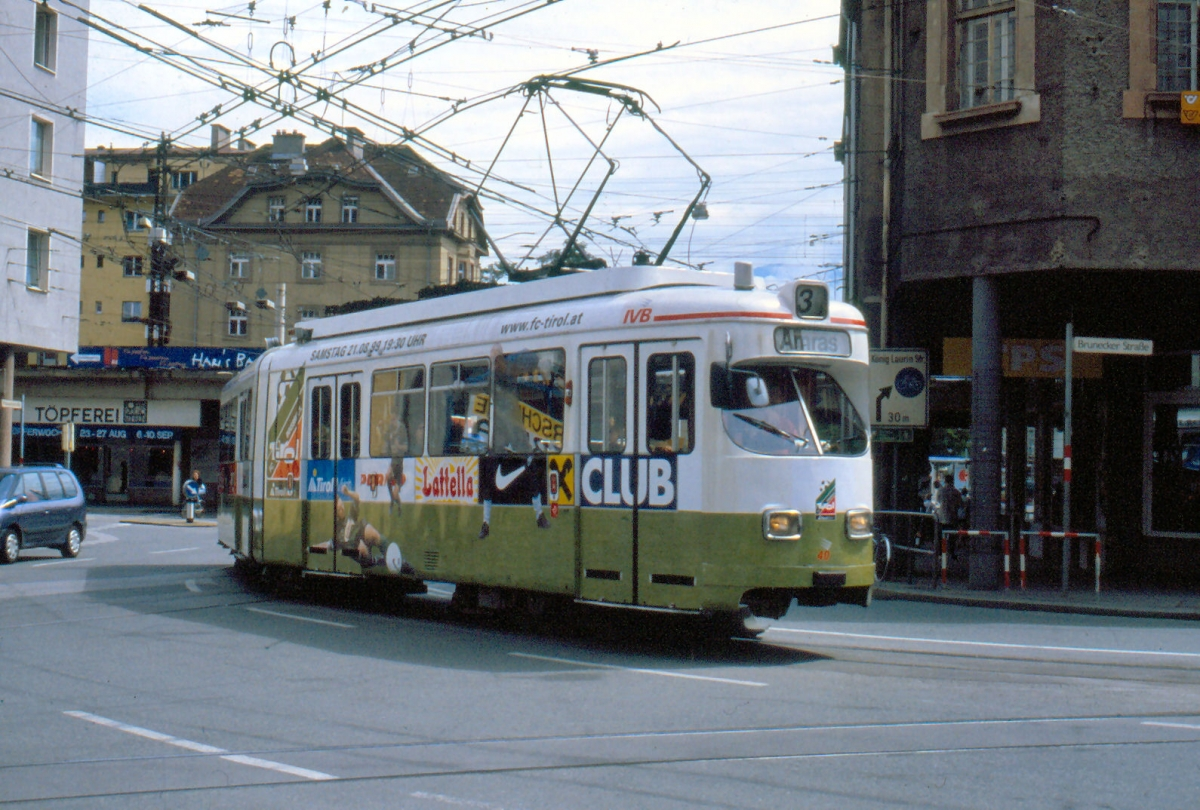
広告塗装（40）（1999年撮影）

一方で、6号線（旧：インスブルック低山鉄道）で車掌業務が廃止され信用乗車方式が導入された事に伴い、1985年から1986年にかけて追加で2両（51、52）の譲渡が行われ、これらの車両は3車体連接車のまま運用に就いた。加えて1991年には6号線の輸送力増強を目的に2車体連接車の1両（32）が、ビーレフェルト市電から譲渡された中間車体を挿入する形で再度3車体連接車（53）となった。これらのうち2両（52、53）については1990年代以降中間車体に自転車が設置可能なよう改造が行われている。

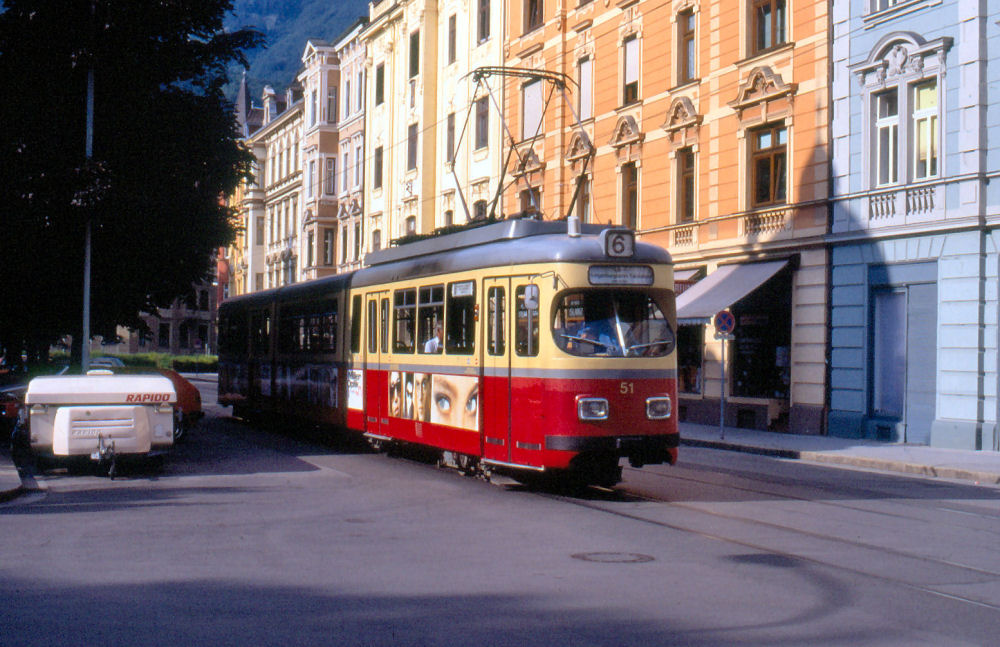
51（1990年撮影）
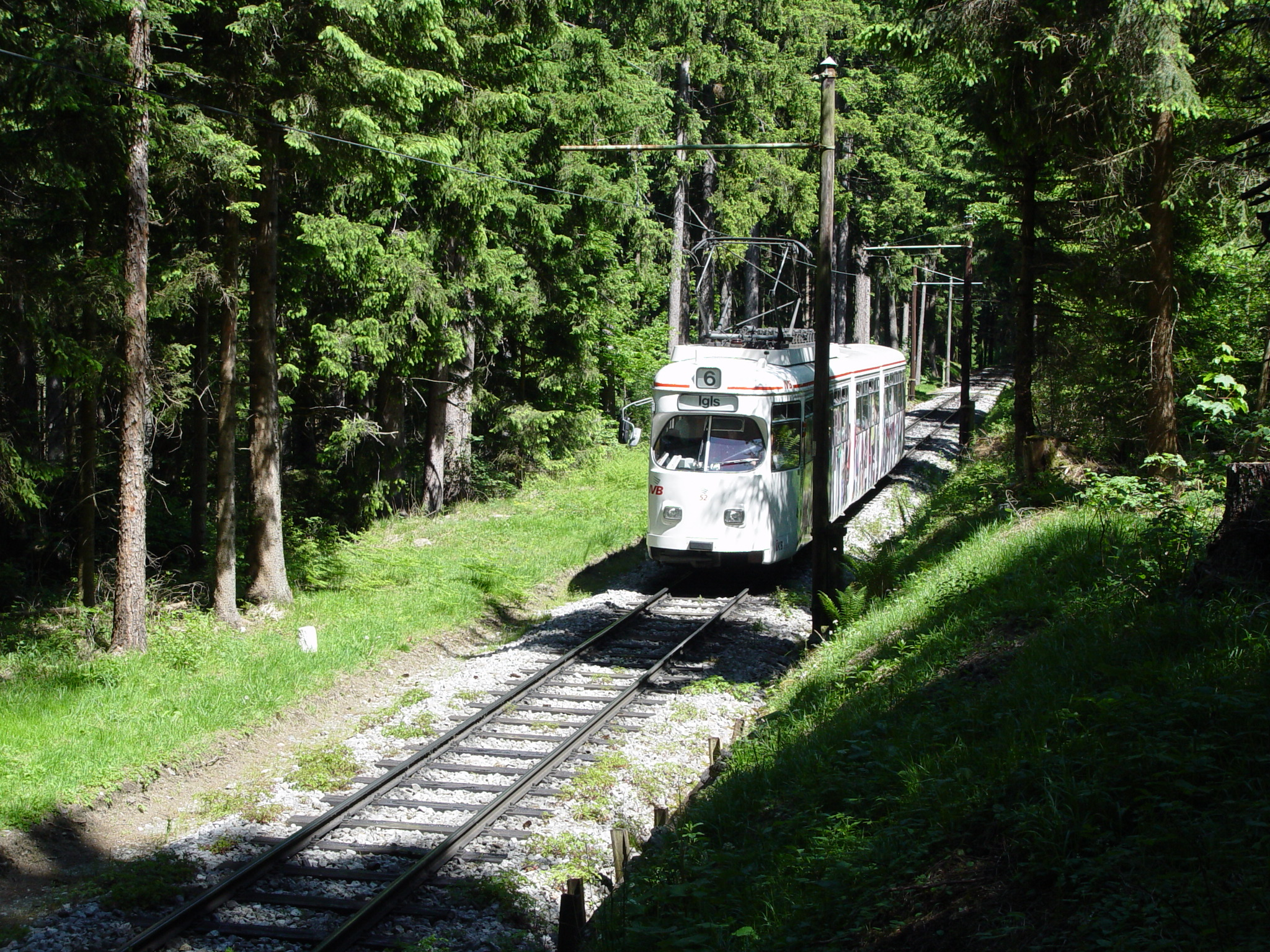
52（2005年撮影）
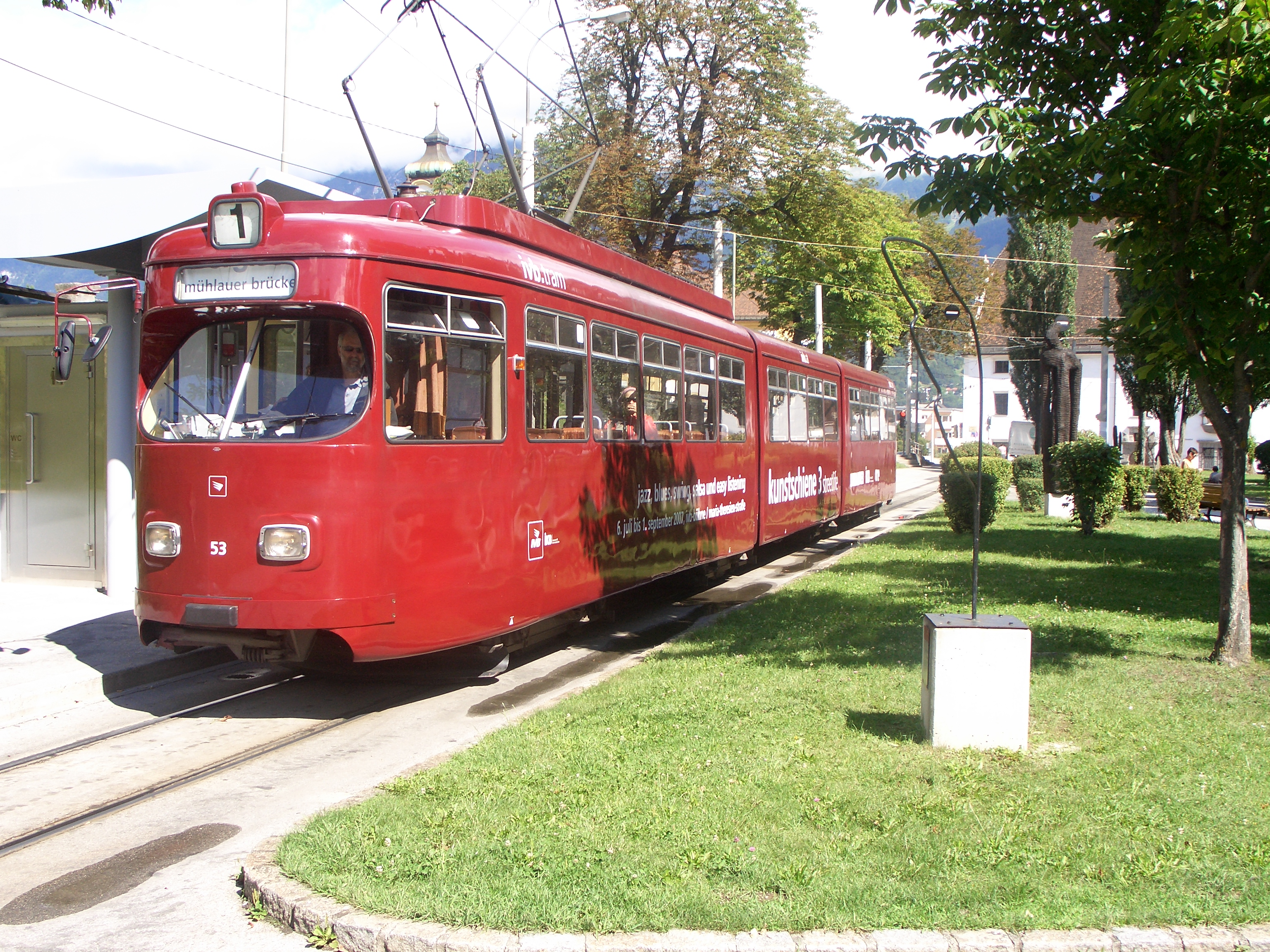
53（2007年撮影）

1980年代には信用乗車方式の本格導入に合わせた機器の設置工事、1990年代末にはIBIS運用管理システム（IBIS-Betriebsleitsystem）への対応工事が行われた他、2007年には無線装置の改良が実施された。だが、2000年代以降超低床電車（フレキシティ・アウトルック）への置き換えに伴い元・ビーレフェルト市電の車両の廃車が始まり、2009年7月までに営業運転を離脱した。その後は一部が解体されたが、大半の車両はウッチ市電（ポーランド：ウッチ）やアラド市電（ルーマニア：アラド）へ譲渡されている。一方、2008年に廃車された3車体連接車の1両（53）はビーレフェルト市電改めビーレフェルト・シュタットバーンを運営するmoBielが同年に買い戻し、シュタットバーンでの運用に適合させるための改造や塗装変更を経て2011年から動態保存運転に用いている。また、2車体連接車1両（39）についてもチロル博物館鉄道協会による保存が実施されている。